# Çardak (Denizli)
Çardak ist eine Stadt im gleichnamigen Landkreis der türkischen Provinz Denizli und gleichzeitig ein Stadtbezirk der 2012 geschaffenen Büyükşehir belediyesi Denizli (Großstadtgemeinde/Metropolprovinz). Çardak liegt etwa 57 km östlich des Zentrums von Denizli und belegte bevölkerungsmäßig Ende 2020 Platz 15 von insgesamten 19 Landkreisen der Provinz. Die Bevölkerungsdichte liegt mit 20 Einwohnern je Quadratkilometer unter dem Provinzschnitt (86 Einwohner je km²).

## Sehenswürdigkeiten

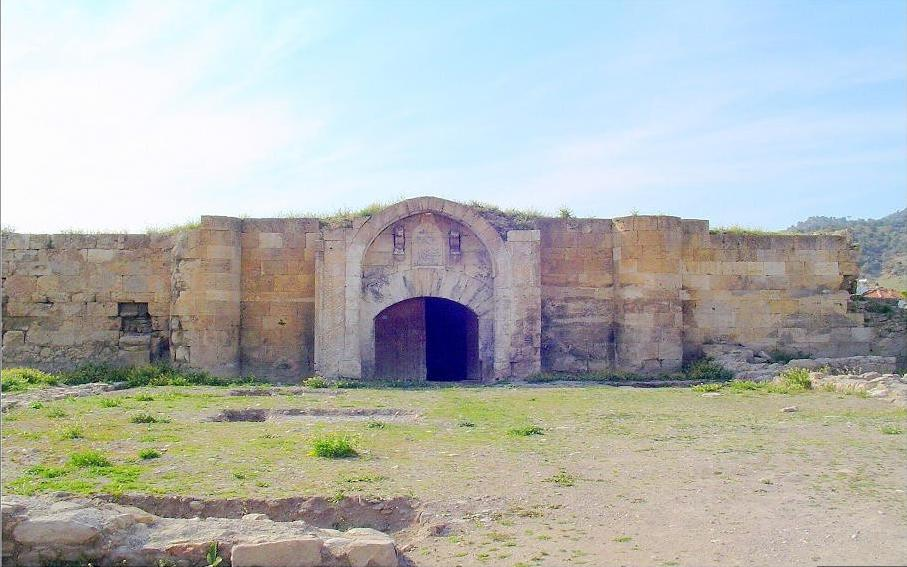
Die Karawanserei von Hanabad

Die Karawanserei von Hanabad wurde im 13. Jahrhundert während der seldschukischen Herrschaft vom lokalen Herrscher Esedüddin Ayaz gebaut. Sie ist eine typische seldschukische Karawanserei; auf ihren Steinen sind Fische, Stierköpfe und Schafe abgebildet. Çardak wurde 1958 in den Range einer Gemeinde (Belediye) erhoben, davor war es ein Dorf (1950: 1142 Einw.). 1958 wurden die Stadt und einige Ortschaften vom zentralen Kreis Denizli abgespalten und als Landkreis selbständig.
Acıgöl ist der zweitgrößte Salzsee der Türkei und befindet sich östlich von Çardak.
Der Flughafen Denizli Çardak liegt fünf Kilometer südöstlich von Çardak. Dienstleistungen für den Flughafen haben einen großen Anteil am Wirtschaftsleben der Stadt.